# Meycom
Meycom (MEcánica Y COMpetición) is een Spaans autosportteam. Het team werd opgericht in 1972 en neemt vooral deel aan GT- en touring car-races. Oorspronkelijk stond het hoofdkwartier in Madrid, later werd dit verplaatst naar Paracuellos de Jarama en nog later naar Ajalvir.

## Geschiedenis
Het team werd in 1969 opgericht onder de naam Talleres Peyo door Juan Pedro González de Aguilar Valdecañas. In 1970 kwamen José Macías Guillen en Lucas Camacho het team versterken. In 1972 werd de naam veranderd naar Meycom. In 1973 werd er voor het eerst meegedaan aan een race; Juan Ignacio Villacieros reed voor het team in het nationale kampioenschap voor Renaults. In de jaren 70 werd veel gewonnen, waardoor het team officieel werd erkend door de Spaanse autosportbond.
In de jaren 80 stond het team bekend voor het ontdekken van nieuw Spaans talent. Zo wonnen Luis Pérez-Sala, Jesús Pareja, Luis Villamil en toekomstig wereldkampioen rally Carlos Sainz allemaal kampioenschappen voor het team. In 1983 koos General Motors het team uit om Opels in te zetten in het Spaanse kampioenschap rally, wat het bleef doen totdat het zich in de jaren 90 terugtrok uit de sport.
In de tweede helft van de jaren 80 werd het team eveneens gekozen door Alfa Romeo, FIAT en de Spaanse autosportbond om te fungeren als opleidingsteam voor jonge Spaanse coureurs die zich richtten op het bereiken van de Formule 1. Onder anderen Pedro de la Rosa en Ángel Burgueño reden voor het team in deze periode. Halverwege de jaren 90 groeide het team zo snel dat het het hoofdkwartier in Madrid verliet en de fabriek verplaatste naar Ajalvir, waar het team tot op heden opereert.

## Palmares
Carlos Sainz
- Copa Seat Panda 1981
- Copa Renault 5 1982
- 2e proef Rally van Catalonië

Jesús Pareja
- Spaans toerwagenkampioenschap 1981

Adrián Campos
- 3e plaats Campeonato de España de Fórmula 1430

Jesús Diez
- Copa Renault 5 1983
- Trofeo Abarth 1984

Jordi Gené
- Spaanse Formule Fiat 1987

Pedro de la Rosa
- Spaanse Formule Fiat 1989

Luis Pérez-Sala
- Spaans toerwagenkampioenschap 1992

Juan Cruz Álvarez
- World Series Lights 2003